# Molino del Vado
El molino del Vado (en valenciano Molí del Vado) fue un antiguo molino hidráulico ubicado en Paterna (Valencia, España), del que solo se conservan algunas ruinas. Se encuentra a las afueras de Paterna, cruzando la V-30 desde la ciudad, junto al vado que permitía cruzar el Turia entre Paterna y Manises, sobre la acequia de Tormos. Su nombre proviene del antiguo vado cerca del que está situado. Está incoado como bien de relevancia local.

## Historia
Aparece citado en el listado de molinos de la Huerta de Valencia que editó Pascual Madoz a mediados del siglo xix, con su actual denominación de Molino del Vado. Se trata del único molino del término municipal de Paterna que no pertenece al sistema hidráulico de la acequia de Moncada, si bien en la actualidad se halla completamente demolido.

## Descripción
Se conocen pocos detalles del molino dado su estado de ruina actual. En el plano del catastro realizado en 1927 el edificio presenta una planta cuadrangular. Asimismo, en una de las fotos que se conservan se aprecian muros realizados en mampostería. Con todo, en el área se ha observado un muro de hormigón caliscostrado con cantos de río y esquina de ladrillos, que no está claro si perteneció al propio molino o a la acequia de Tormos. El espacio que ocupaba se halla cubierto por cañas y pequeñas huertas, bajo las cuales debe de conservarse la planta del edificio, así como la sala de muelas, cárcavos y la entrada y salida de las aguas.